# Jolanda van Meggelen
Jolanda van Meggelen es una deportista neerlandesa que compitió en judo. Ganó una medalla de bronce en el Campeonato Mundial de Judo de 1980 y una medalla de plata en el Campeonato Europeo de Judo de 1982.

## Palmarés internacional
| Campeonato Mundial | Campeonato Mundial          | Campeonato Mundial | Campeonato Mundial |
| Año                | Lugar                       | Medalla            | Categoría          |
| ------------------ | --------------------------- | ------------------ | ------------------ |
| 1980               | Nueva York (Estados Unidos) | Medalla de bronce  | –72 kg             |
| Campeonato Europeo |                             |                    |                    |
| Año                | Lugar                       | Medalla            | Categoría          |
| 1982               | Oslo (Noruega)              | Medalla de plata   | Abierta            |